# 张建相
张建相（1882年12月19日—1974年5月14日），初名张明相，字贊成，號宵海(소해)，韓國独立運動政治家。慶尙北道 出生。